# Helius pentaneura
Helius pentaneura là một loài ruồi trong họ Limoniidae. Chúng phân bố ở miền Australasia.